# Francis D. Lyon
Francis D. Lyon (Bowbells, 29 de julho de 1905 — Green Valley, 8 de outubro de 1996) é um editor estadunidense. Venceu o Oscar de melhor montagem na edição de 1948 por Body and Soul.